# Bataille de Ridgeway
Raids féniens au Canada
La bataille de Ridgeway est livrée le 2 juin 1866, dans la péninsule du Niagara en Ontario, lors des raids menés par les Féniens au Canada.

## Les Fenians
En 1858, des patriotes irlandais hostiles à la domination britannique créent le même jour, à Dublin et à New York, l'Irish Republican Brotherhood (Fraternité républicaine irlandaise). Son but est la séparation de l'Irlande de la Grande-Bretagne et ses membres sont appelés les Fenians. La lutte armée est l'un des moyens envisagé pour atteindre le but fixé, mais au XIXe siècle, ce n'est pas en Irlande ou en Angleterre qu'il sera employé, mais au Canada, alors sous souveraineté britannique et par des combattants irlando-américains, vétérans pour la plupart de la guerre de Sécession.
Des raids seront menés par de véritables armées en provenance des États-Unis, et malgré l'opposition de ce pays. Du point de vue irlandais, leurs résultats seront très décevants mais ils donneront lieu à plusieurs batailles rangées avec les forces canadiennes.

## La bataille
Le général John O'Neill traverse le fleuve Niagara, près du fort Érié, à la tête d'une armée de 800 hommes et pénètre au Canada. À Ridgeway (en), les Fenians, qui souffrent de nombreuses désertions et ne sont guère plus de 550, se heurtent aux 850 hommes des milices canadiennes, hâtivement réunis par le lieutenant-colonel Alfred Booker. Les vétérans d'O'Neill chargent les Canadiens, dont la plupart sont des étudiants à la formation militaire réduite, et les mettent en déroute à la suite d'un combat confus.

## Bilan
Dans la même journée, les Fenians remportent un nouveau succès au combat du Fort Érié où ils mettent en déroute les 76 hommes du lieutenant-colonel Dennis (6 blessés et 36 prisonniers parmi les Canadiens) ; cependant d'importantes forces anglo-canadiennes marchant sur leur armée, ils estiment plus prudent de repartir aux États-Unis, où les autorités américaines les attendent de pied ferme et les désarment.